# Episodi di Graf Yoster gibt sich die Ehre (quarta stagione)
La quarta stagione della serie televisiva Graf Yoster gibt sich die Ehre è stata trasmessa in anteprima in Germania dalla ARD tra il 24 gennaio 1974 e l'11 settembre 1974.
| nº | Titolo originale          | Titolo italiano | Prima TV Germania | Prima TV Italia |
| -- | ------------------------- | --------------- | ----------------- | --------------- |
| 1  | Die Feuer-Probe           | inedito         | 24 gennaio 1974   | inedito         |
| 2  | Der Schein trügt          | inedito         | 31 gennaio 1974   | inedito         |
| 3  | Mit fremden Pfunden       | inedito         | 7 febbraio 1974   | inedito         |
| 4  | Briefe aus dem Dunkel     | inedito         | 14 febbraio 1974  | inedito         |
| 5  | Ein Hauch von Ammoniak    | inedito         | 21 febbraio 1974  | inedito         |
| 6  | Zu viele Geständnisse     | inedito         | 28 febbraio 1974  | inedito         |
| 7  | Zweier Herren Diener      | inedito         | 7 marzo 1974      | inedito         |
| 8  | Das Spiel mit dem Tode    | inedito         | 21 marzo 1974     | inedito         |
| 9  | Vier Herren spielen Poker | inedito         | 28 marzo 1974     | inedito         |
| 10 | Ungebetene Gäste          | inedito         | 4 aprile 1974     | inedito         |
| 11 | Der Papageienkäfig        | inedito         | 25 aprile 1974    | inedito         |
| 12 | Ein besonderer Schatz     | inedito         | 14 agosto 1974    | inedito         |
| 13 | Zu hoch hinaus...         | inedito         | 21 agosto 1974    | inedito         |
| 14 | Das dritte zweite Gesicht | inedito         | 11 settembre 1974 | inedito         |